# Раздел диска
Раздел диска (англ. disk partition) или pаздел (англ. partition) — часть долговременной памяти накопителя данных (жёсткого диска, SSD, USB-накопителя), логически выделенная для удобства работы, и состоящая из смежных блоков.

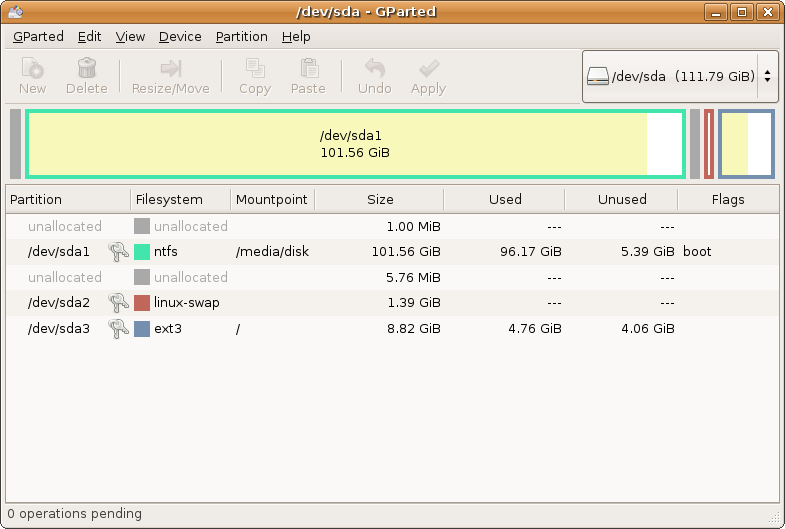
Просмотр структуры разделов при помощи программы GParted GNOME Partition Editor

Создание разделов (сегментация) обычно практикуется на внутренних загрузочных дисках компьютера, так как основной его целью является отделение файлов операционной системы от файлов пользователя и от файлов других операционных систем, находящихся на том же физическом носителе, например, в случае мультизагрузочного диска. Однако, создание нескольких разделов может поддерживаться некоторыми ОС и на съёмных накопителях (USB-HDD), и, в некоторых случаях, даже на USB MSC).

## Преимущества использования разделов
Выделение на одном жёстком диске нескольких разделов даёт следующие преимущества:
- на одном физическом жёстком диске можно хранить информацию в разных файловых системах, или в одинаковых файловых системах, но с разным размером кластера (например, выгодно хранить файлы большого размера, видео — отдельно от маленьких, и задавать больший размер кластера для хранилища больших файлов);
- манипуляции с одним разделом не сказываются на других разделах;
- как следствие, можно отделить информацию пользователя от файлов операционной системы, и тогда:
  1. образ раздела с ОС, применяемый, например, для резервного копирования перед внесением существенных изменений в конфигурацию ОС, будет иметь меньший размер по сравнению с образом всего диска, а восстановление системы из образа не затронет данные пользователя, которые могли измениться с момента последнего снятия образа;
  2. при переустановке ОС «начисто» (с полным уничтожением предыдущей установки) не потребуется дополнительного запоминающего устройства для временного хранения пользовательских данных — последние останутся незатронутыми;
- на одном жёстком диске можно установить несколько операционных систем;
- уменьшение влияния фрагментации на скорость дисковых операций:
  1. при меньшем размере раздела фрагменты каждого файла распределяются на меньшем физическом пространстве, то есть фрагменты файла находятся физически ближе друг к другу, что сокращает время на позиционирование головки диска при обращении к файлу;
  2. на разделе размещается меньшее количество файлов, что приводит[источник не указан 4644 дня] к меньшей фрагментации.

## Структура диска, разбитого на разделы
Информация о размещении разделов на жёстком диске хранится в таблице разделов (англ. partition table), которая является частью главной загрузочной записи (MBR). MBR располагается в первом физическом секторе жёсткого диска.
Раздел может быть либо первичным (основным) (англ. primary partition), либо дополнительным.
В первом секторе каждого основного (активного) раздела находится загрузочный сектор (Boot Record), отвечающий за загрузку операционной системы с этого раздела. Информация о том, какой из основных разделов будет использован для загрузки операционной системы, тоже записана в главной загрузочной записи.
В MBR под таблицу разделов выделено 64 байта. Каждая запись занимает 16 байт. Таким образом, всего на жестком диске может быть создано не более 4 разделов. Когда разрабатывалась структура MBR, это считалось достаточным. Однако, позднее был введён дополнительный раздел, структура которого (EBR) позволяет создавать внутри него неограниченное число логических дисков (разделов).
По правилам дополнительный раздел может быть только один.
Таким образом, в максимальной конфигурации MBR на жёстком диске может быть сформировано три основных раздела и один дополнительный. При этом некоторые операционные системы способны загружаться только с основного раздела; а те, которые могут загружаться с дополнительного раздела, вынуждены держать на основном разделе свой загрузчик.
Кроме того, некоторые программы разбивки диска на разделы (например, fdisk в MS-DOS) не поддерживают создания более одного основного раздела.
Обойти эти ограничения позволяет дополнительное программное обеспечение (менеджеры разделов).
В новых ПК, перешедших на технологию EFI вместо Bios, нет ограничений на количество основных разделов, а логических и расширенных за ненадобностью не существует, поскольку используется не Master Boot Record, а GPT (GUID Partition Table). Загрузка в такого рода ПК осуществляется с FAT32 раздела с загрузочными записями.

## Виды разделов

### Первичный (основной) раздел
В ранних[уточнить] версиях Microsoft Windows Первичный раздел (англ. Primary partition или англ. Basic partition) обязательно должен был присутствовать на физическом диске первым. Соответственно, эти операционные системы могли быть установлены только на первичный раздел. Этот раздел всегда содержит только одну файловую систему. При использовании MBR, на физическом диске может быть до четырёх первичных разделов.

### Расширенный (дополнительный) раздел
Основная таблица разделов MBR может содержать не более 4 первичных разделов, поэтому был изобретён Расширенный раздел (англ. extended partition). Это первичный раздел, который не содержит собственной файловой системы, а содержит другие логические разделы. Количество логических разделов ограничено только размером диска. Данные о каждом разделе хранятся в отдельной расширенной загрузочной записи (EBR).

### Пример разбиения жёсткого диска на разделы
| Физический диск | Первичный раздел 1 (Логический раздел 1): ФС                 | Первичный раздел 1 (Логический раздел 1): ФС |
| Физический диск | Расширенный раздел (Первичный раздел 2, Логический раздел 2) |                                              |
| Физический диск | Логический раздел 4: ФС                                      |                                              |
| Физический диск | Логический раздел 5: ФС                                      |                                              |
| Физический диск | Первичный раздел 3 (Логический раздел 3): ФС                 |                                              |

## Программы для работы с разделами
Программы для работы с разделами обычно называют «дисковыми утилитами»:

### Коммерческие
- Acronis Disk Director
- Paragon Partition Manager
- EaseUS Partition Master

### Условно-бесплатные
- AOMEI Partition Assistant[англ.]
- MiniTool Partition Wizard[англ.]

### Бесплатные
- GParted

### Встроенные в ОС
- «Управление дисками» и diskpart — входит в комплект операционной системы Windows
- «Дисковая утилита» — входит в комплект операционной системы macOS
- fdisk — входит в комплект операционной системы MS-DOS